# David Gillmore, Baron Gillmore of Thamesfield
David Howe Gillmore, Baron Gillmore of Thamesfield, GCMG (* 16. August 1934 in Swindon; † 20. März 1999 in London) war ein britischer Diplomat und Life Peer.

## Leben
Gillmore wuchs als Sohn des Vize-Luftmarschalls (Air Vice Marshal) Alan David Gillmore und dessen Ehefrau Kathleen Victoria Morris auf. Nach eigenen Angaben hegte er bereits als Teenager den Wunsch, einmal Diplomat zu werden. Er ging am Trent College in Long Eaton zur Schule, ehe er, nach Ableistung seines Militärdienstes, am King’s College in Cambridge studierte. Seine Studienfächer waren Französisch und Russisch.
Von 1958 bis 1960 arbeitete er in London bei Reuters, anschließend für fünf Jahre bei Polypapier SA, einem Hersteller flexibler Plastikverpackungen, in Paris. Danach lebte er für ein Jahr in Südspanien, wo er den Roman A Way from Exile schrieb, welcher 1967 erschien. Daraufhin zog er wieder nach London und wurde im East End als Lehrer tätig.
1970, im Alter von 35 Jahren, trat Gillmore schließlich in den Diplomatischen Dienst ein. 1972 wurde er als Erster Sekretär nach Moskau entsendet, wo er britische Wirtschaftsinteressen zu vertreten hatte. Ab 1975 war er Botschaftsrat bei der britischen Delegation bei den MBFR-Abrüstungsverhandlungen in Wien. Als er Ende 1978 nach London zurückkehrte, wurde ihm 1979 der Posten des Leiters des Referats Verteidigung im Außenministerium übertragen. Während dieser Zeit war er an den Verhandlungen zum NATO-Doppelbeschluss beteiligt. Ab 1981 war er als Assistant Under-Secretary of State mit allgemeinen Verteidigungsfragen betraut. In diese Zeit fiel unter anderem der Falklandkrieg von 1982.
Im Jahre 1983 ging Gillmore als Hochkommissar nach Malaysia. 1986 kehrte er nach London zurück und wurde Stellvertretender Untersekretär für Asien und Amerika. 1991 wurde er als Nachfolger Patrick Wrights Permanenter Unterstaatssekretär und Chef des Diplomatischen Dienstes. Dieses Amt übte er aus, bis er 1994 in den Ruhestand ging.
1994 wurde er zum Knight Grand Cross des Order of St. Michael and St. George erhoben. Zwei Jahre darauf wurde Gillmore in den Stand eines Life Peer erhoben. Er trug seitdem den Titel Baron Gillmore of Thamesfield, of Putney in the London Borough of Wandsworth und saß als Crossbencher im House of Lords. Aus seiner 1964 geschlossenen Ehe mit Lucile Morin gingen die beiden Söhne von Julian und Paul Gillmore hervor.

## Veröffentlichung
- A Way from Exile, 1967